# Indigo: Women of Song
Indigo: Women of Song — девятнадцатый студийный альбом австралийской певицы Оливии Ньютон-Джон, выпущенный 17 октября 2004 года на лейбле Festival Records. Для записи альбома был привлечён продюсер Фил Рамон. На альбоме представлено 11 композиций, все они являются кавер-версиями песен, ставших известными в исполнении женщин.

## Список композиций
| №                   | Название                          | Автор(ы)                                                    | Длительность |
| ------------------- | --------------------------------- | ----------------------------------------------------------- | ------------ |
| 1.                  | «How Insensitive»                 | Антониу Карлос Жобин, Норман Гимбел, Винисиус ди Морайс     | 4:19         |
| 2.                  | «Love Me or Leave Me»             | Уолтер Дональдсон, Гас Кан                                  | 3:26         |
| 3.                  | «Cry Me a River»                  | Артур Гамильтон                                             | 4:35         |
| 4.                  | «Anyone Who Had a Heart»          | Берт Бакарак, Хэл Дэвид                                     | 3:17         |
| 5.                  | «Where Have All the Flowers Gone» | Пит Сигер                                                   | 4:25         |
| 6.                  | «How Glad I Am»                   | Джимми Уильямс, Ларри Гаррисон                              | 2:54         |
| 7.                  | «Lovin' You»                      | Минни Рипертон, Ричард Рудольф                              | 3:59         |
| 8.                  | «Rainy Days and Mondays»          | Пол Уильямс, Роджер Николс                                  | 3:50         |
| 9.                  | «Send In the Clowns»              | Стивен Сондхайм                                             | 3:41         |
| 10.                 | «Summertime»                      | Джордж Гершвин, Айра Гершвин, Дюбоз Хейуорд, Дороти Хейуорд | 4:31         |
| 11.                 | «Alfie»                           | Берт Бакарак, Хэл Дэвид                                     | 4:04         |
| Общая длительность: | Общая длительность:               | Общая длительность:                                         | 42:56        |

## Чарты
| Чарт (2004-05)                   | Высшая позиция |
| -------------------------------- | -------------- |
| Австралия (ARIA)                 | 15             |
| Великобритания (UK Albums Chart) | 27             |

## Сертификации и продажи
| Регион                                                      | Сертификация | Продажи |
| ----------------------------------------------------------- | ------------ | ------- |
| Австралия (ARIA)                                            | Золотой      | 35 000^ |
| ^ Данные о тиражах приведены только на основе сертификации. |              |         |